# Australia II (yacht)
Le yacht Australia II (KA-6) a été le challenger australien de la Coupe de l'America (America's Cup) en 1983 se déroulant à Newport contre le defender américain Liberty. Il a été le premier challenger vainqueur de l'America's Cup mettant fin à la domination américaine du New York Yacht Club durant 132 ans.

## Conception
Australia II est un monocoque de série internationale 12 Metre répondant à la norme internationale Third Rule America's Cup. Il a été dessiné par l'architecte et yachtman australien Ben Lexcen (en) et construit par Steve Ward pour représenter le Royal Perth Yacht Club de Perth et a été lancé en 1982 pour son propriétaire Alan Bond.

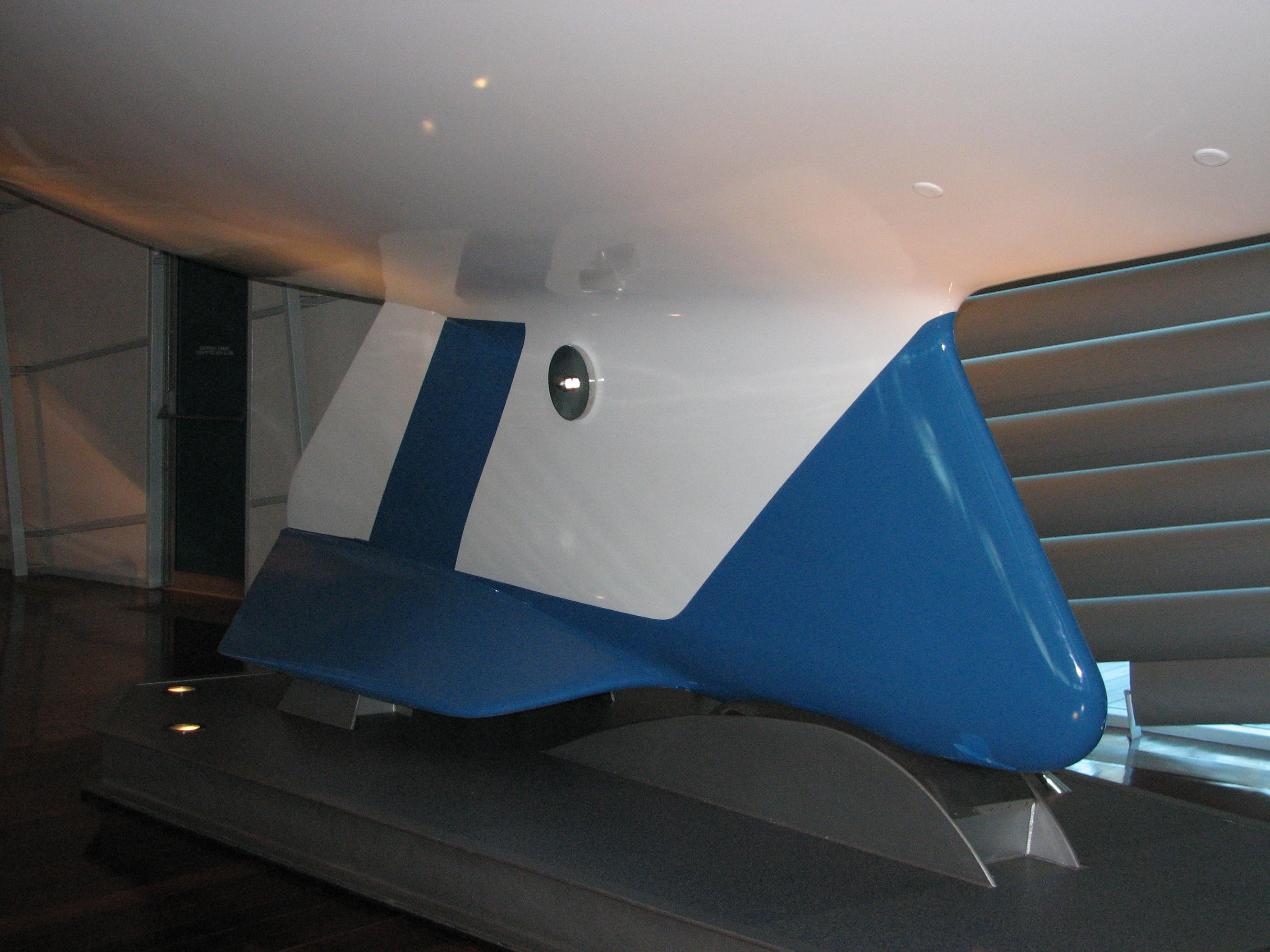
Quille à ailettes dAustralia II.

La conception de Lexcen a comporté une longueur de flottaison réduite et une quille à ailettes à profil inversé et corde réduite qui a donné au bateau un avantage significatif en matière de maniabilité et de couple de redressement ou raideur à la toile (centre de lest plus bas), mais il était désavantagé par mer agitée.
Le bateau a également été très rapide dans les bords aux allures portantes. La quille à ailettes était une avancée majeure de la conception, et sa légalité a été mise en question par le New York Yacht Club.
Le secret autour du profil de la quille a fait couler beaucoup d'encre (une jupe de toile à bâche était déployée pour la dissimuler à chaque grutage du bateau) et un climat d'espionnage se développa autour de cette « arme secrète » très médiatisée. Alan Bond fit même éditer un T-Shirt humoristique intitulé : J'ai vu la quille secrète d'Australia II, où figuraient les œuvres mortes du bateau et, en dessous de la ligne de flottaison... un Kangourou hilare pédalant sur une gigantesque bicyclette entraînant une hélice.
Au cours de l'été 1983, alors que les régates de sélection avaient lieu pour la défense de la Coupe à l'automne, le New York Yacht Club a contesté la légalité de la conception de la quille. La controverse a été arbitrée en faveur d'Australia II.
Australia II arborait un certain nombre d'autres caractéristiques novatrices qui ont contribué à son succès, y compris une radicale conception de voiles à laizes verticales, un gréement courant en fibres de Kevlar et une bôme ultra-légère en fibre de carbone.

## Carrière

### Coupe Louis Vuitton 1983
Australia II a dominé la Coupe Louis Vuitton de 1983 avant de battre le yacht italien Azzurra (I-4) en demi-finale et le yacht britannique Victory '83 (K-22) en finale. Lors de cette compétition il y avait aussi le britannique Victory of Burnham (K-21), les australiens Challenge 12 (KA-10) et Advance Australia (KA-7), le français France 3 (F-3) skippé par Bruno Troublé du Yacht Club de France, le canadien Canada 1 (KC-1).

### Coupe de l'America 1983

Guidon du RPYC.

Australia II, représentant le Royal Perth Yacht Club et skippé par John Bertrand, a battu par 4 manches à 3 le defender americain Liberty skippé par Dennis Conner. La victoire du 26 septembre 1983 a été un événement historique pour l'Australie et le Royal Perth Yacht Club, surtout quand Australia II est passé dans l'émission Wide World of Sports de l'American Broadcasting Company comme le plus grand évènement de l'année.

### Après 1983
Quelque temps après, Australia II a été vendu par Alan Bond au gouvernement australien. Il a été prêté au Musée national de la marine de Sydney. En 2000, il a été retiré du Musée Maritime et transféré au Western Australian Museum. Pour les célébrations du 150e anniversaire de la Coupe de l'America en 2001, il a été retiré du musée et expédié à l'île de Wight pendant plusieurs jours, avec l'équipage d'origine, pour des régates commémoratives.
Depuis, Australia II est retourné au Western Australian Museum Maritime, où il est exposé en permanence.